# Dischisma fruticosum
Dischisma fruticosum är en flenörtsväxtart som först beskrevs av Carl von Linné d.y., och fick sitt nu gällande namn av Robert Allen Rolfe. Dischisma fruticosum ingår i släktet Dischisma och familjen flenörtsväxter. Inga underarter finns listade i Catalogue of Life.